# Mycetina stackelbergi
Mycetina stackelbergi es una especie de coleóptero de la familia Endomychidae.

## Distribución geográfica
Habita en Rusia.